# CC Ortigia Siracusa
Cet article concerne club de handball. Pour club de natation et de water-polo, voir Circolo Canottieri Ortigia.

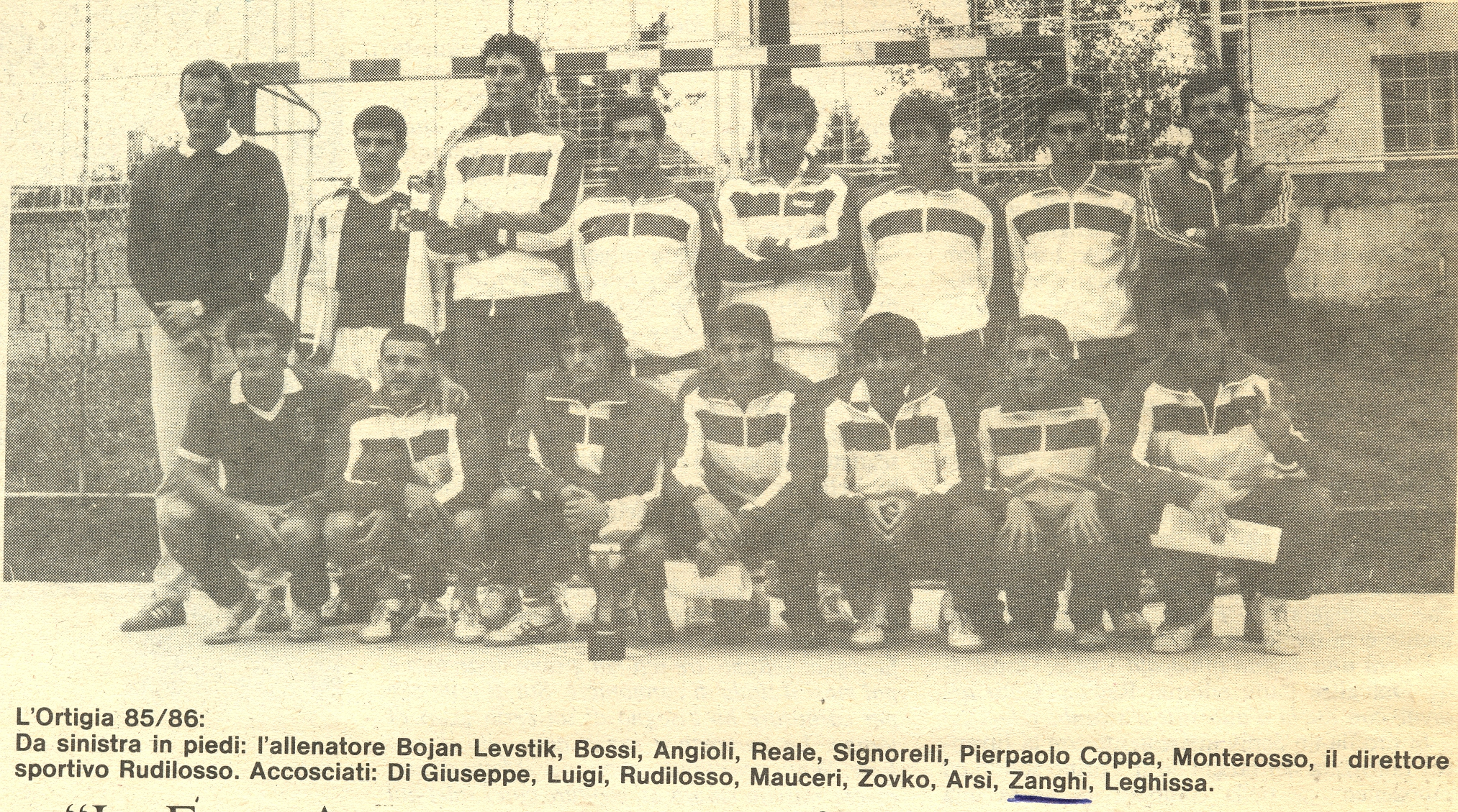
Le club en 1985-1986

Le Circolo Canottieri Ortigia 1928 est un club de handball, basé à Syracuse en Italie. Cette section du club omnisports fondé en 1928 a existé entre 1978 et 2002.

## Palmarès
- Championnat d'Italie (3) : 1987, 1988, 1989
- Coupe d'Italie (2) : 1996, 1997